# دی هاویلند دی‌اچ.۶۵ هوند
دی هاویلند دی‌اچ. ۶۵ هوند (به انگلیسی: De_Havilland_DH.65_Hound) یک هواگرد ملخ‌پیشین تک‌موتوره از نوع بمب افکن ساخت شرکت د هویلند است. هواگرد دی‌هاویلند دی‌اچ. ۶۵ نخستین پروازش را در ۱۷ نوامبر ۱۹۲۶ میلادی انجام داد. این هواگرد در سال ۱۹۲۸ میلادی رسماً معرفی گردید. در مجموع، تعداد ۱ فروند از این هواگرد ساخته شده‌است.